# 파피 리키
《파피 리키》(스페인어: Papi Ricky)는 2007년 방영된 칠레의 텔레노벨라이다.